# 100 найкращих британських фільмів за 100 років за версією Британського кіноінституту
У 1999 році Британський інститут кінематографії, за результатами опитування тисячі осіб склав перелік найкращих британських фільмів двадцятого сторіччя
. Опитуваним було запропоновано обрати 100 фільмів, які є британськими за духом. Деякі з фільмів були повністю або частково виробленими іноземними компаніями або зняті режисерами, які народжені не у Великій Британії. Але попри це ці фільми сприймались глядачами як британські.

## Список
| №   | Назва                                | Рік  | Режисер                          | Оригінальна назва                                                                           | Коментар                                                  |
| --- | ------------------------------------ | ---- | -------------------------------- | ------------------------------------------------------------------------------------------- | --------------------------------------------------------- |
| 1   | Третя людина                         | 1949 | Керол Рід                        | The Third Man                                                                               |                                                           |
| 2   | Коротка зустріч                      | 1945 | Девід Лін                        | Brief Encounter                                                                             |                                                           |
| 3   | Лоуренс Аравійський                  | 1962 | Девід Лін                        | Lawrence of Arabia                                                                          |                                                           |
| 4   | 39 сходинок                          | 1935 | Альфред Гічкок                   | The 39 Steps                                                                                |                                                           |
| 5   | Великі надії                         | 1946 | Девід Лін                        | Great Expectations                                                                          |                                                           |
| 6   | Добрі серця і корони                 | 1949 | Роберт Геймер                    | Kind Hearts and Coronets                                                                    |                                                           |
| 7   | Кес                                  | 1969 | Кен Лоуч                         | Kes                                                                                         |                                                           |
| 8   | А зараз не дивись                    | 1973 | Ніколас Роуг                     | Don't Look Now                                                                              |                                                           |
| 9   | Червоні черевички                    | 1948 | Майкл Пауелл, Емерик Прессбургер | The Red Shoes                                                                               | Один із режисерів, сценаристів та продюсерів — з Угорщини |
| 10  | На голці                             | 1996 | Денні Бойл                       | Trainspotting                                                                               |                                                           |
| 11  | Міст через річку Квай                | 1957 | Девід Лін                        | The Bridge on the River Kwai                                                                |                                                           |
| 12  | Якщо....                             | 1968 | Ліндсі Андерсон                  | If…                                                                                         |                                                           |
| 13  | Убивці леді                          | 1955 | Александер Маккендрик            | The Ladykillers                                                                             | Режисер шотландсько-американського походження             |
| 14  | В суботу ввечері, у неділю вранці    | 1960 | Карел Рейш                       | Saturday Night and Sunday Morning                                                           | Режисер із Чехословаччини                                 |
| 15  | Брайтонська скеля                    | 1947 | Джон Боултінг                    | Brighton Rock                                                                               |                                                           |
| 16  | Прибрати Картера                     | 1971 | Майк Годжес                      | Get Carter                                                                                  |                                                           |
| 17  | Банда з Лавендер Гілл                | 1951 | Чарльз Крайтон                   | The Lavender Hill Mob                                                                       |                                                           |
| 18  | Генріх V                             | 1944 | Лоуренс Олів'є                   | The Chronicle History of King Henry the Fift with His Battell Fought at Agincourt in France |                                                           |
| 19  | Вогняні колісниці                    | 1981 | Г'ю Гадсон                       | Chariots of Fire                                                                            |                                                           |
| 20  | Сходини на небо                      | 1946 | Майкл Пауелл, Емерик Прессбургер | A Matter of Life and Death                                                                  | Один з режисерів, сценаристів і продюсерів — з Угорщини   |
| 21  | Довга Страсна п'ятниця               | 1980 | Джон Маккензі                    | The Long Good Friday                                                                        |                                                           |
| 22  | Слуга                                | 1963 | Джозеф Лоузі                     | The Servant                                                                                 | Режисер — американець                                     |
| 23  | Чотири весілля і похорон             | 1994 | Майк Ньюелл                      | Four Weddings and a Funeral                                                                 |                                                           |
| 24  | Віскі вдосталь                       | 1949 | Александер Маккендрик            | Whisky Galore!                                                                              | Режисер шотлано-американського походження                 |
| 25  | Чоловічий стриптиз                   | 1997 | Пітер Каттанео                   | The Full Monty                                                                              |                                                           |
| 26  | Жорстока гра                         | 1992 | Ніл Джордан                      | The Crying Game                                                                             | Ірландський режисер                                       |
| 27  | Доктор Живаго                        | 1965 | Девід Лін                        | Doctor Zhivago                                                                              | Виробництво США                                           |
| 28  | Житіє Брайана за Монті Пайтоном      | 1979 | Террі Джонс                      | Monty Python's Life of Brian                                                                |                                                           |
| 29  | Вітнейл і я                          | 1987 | Брюс Робінсон                    | Withnail and I                                                                              |                                                           |
| 30  | Дівчина Грегорі                      | 1980 | Білл Форсайт                     | Gregory's Girl                                                                              |                                                           |
| 31  | Зулуси                               | 1964 | Сай Ендфілд                      | Zulu                                                                                        | Режисер американського походження                         |
| 32  | Шлях наверх                          | 1958 | Джек Клейтон                     | Room at the Top                                                                             |                                                           |
| 33  | Елфі                                 | 1966 | Льюїс Гілберт                    | Alfie                                                                                       |                                                           |
| 34  | Ганді                                | 1982 | Річард Аттенборо                 | Gandhi                                                                                      |                                                           |
| 35  | Леді зникає                          | 1938 | Альфред Гічкок                   | The Lady Vanishes                                                                           |                                                           |
| 36  | Пограбування по-італійськи           | 1969 | Пітер Коллінсон                  | The Italian Job                                                                             |                                                           |
| 37  | Місцевий герой                       | 1983 | Білл Форсайт                     | Local Hero                                                                                  |                                                           |
| 38  | Група «Коммітментс»                  | 1991 | Алан Паркер                      | The Commitments                                                                             |                                                           |
| 39  | Рибка на ім'я Ванда                  | 1988 | Чарльз Крайтон                   | A Fish Called Wanda                                                                         |                                                           |
| 40  | Таємниці та брехня                   | 1996 | Майк Лі                          | Secrets & Lies                                                                              |                                                           |
| 41  | Доктор Ноу                           | 1962 | Теренс Янг                       | Dr. No                                                                                      |                                                           |
| 42  | Божевілля короля Георга              | 1994 | Ніколас Гітнер                   | The Madness of King George                                                                  |                                                           |
| 43  | Людина на всі часи                   | 1966 | Фред Циннеманн                   | A Man for All Seasons                                                                       | Режисер із Австрії                                        |
| 44  | Чорний нарцис                        | 1947 | Майкл Пауелл, Емерик Прессбургер | Black Narcissus                                                                             | Один і режисерів, сценаристів та продюсерів — з Угорщини  |
| 45  | Життя та смерть полковника Блімпа    | 1943 | Майкл Пауелл, Емерик Прессбургер | The Life and Death of Colonel Blimp                                                         | Один із режисерів, сценаристів і продюсерів — із Угорщини |
| 46  | Олівер Твіст                         | 1948 | Девід Лін                        | Oliver Twist                                                                                |                                                           |
| 47  | Я в порядку, Джек!                   | 1959 | Джон Боултінг                    | I'm All Right Jack                                                                          |                                                           |
| 48  | Представление                        | 1970 | Дональд Кеммелл, Ніколас Роуг    | Performance                                                                                 |                                                           |
| 49  | Закоханий Шекспір                    | 1998 | Джон Медден                      | Shakespeare in Love                                                                         |                                                           |
| 50  | Моя прекрасна пральня                | 1985 | Стівен Фрірз                     | My Beautiful Laundrette                                                                     |                                                           |
| 51  | Ловелас                              | 1963 | Тоні Річардсон                   | Tom Jones                                                                                   |                                                           |
| 52  | Таке спортивне життя                 | 1963 | Ліндсі Андерсон                  | This Sporting Life                                                                          |                                                           |
| 53  | Моя ліва нога                        | 1989 | Джим Шеридан                     | My Left Foot: The Story of Christy Brown                                                    | Режисер — ірландець                                       |
| 54  | Бразилія                             | 1985 | Террі Гілліам                    | Brazil                                                                                      | Режисер із США                                            |
| 55  | Англійський пацієнт                  | 1996 | Ентоні Мінгелла                  | The English Patient                                                                         |                                                           |
| 56  | Смак меду                            | 1961 | Тоні Річардсон                   | A Taste of Honey                                                                            |                                                           |
| 57  | Посередник                           | 1971 | Джозеф Лоузі                     | The Go-Between                                                                              | Режисер із США                                            |
| 58  | Чоловік у білому костюмі             | 1951 | Александер Маккендрик            | The Man in the White Suit                                                                   | Режисер шотландсько-американського походження             |
| 59  | Досьє Іпкресс                        | 1965 | Сідні Ф'юрі                      | The Ipcress File                                                                            | Режисер із Канади                                         |
| 60  | Фотозбільшення                       | 1966 | Мікеланджело Антоніоні           | Blowup                                                                                      | Італійський режисер                                       |
| 61  | Самотність бігуна на довгі дистанції | 1962 | Тоні Річардсон                   | The Loneliness of the Long Distance Runner                                                  |                                                           |
| 62  | Розум і почуття                      | 1995 | Енг Лі                           | Sense and Sensibility                                                                       | Тайвано-американський режисер                             |
| 63  | Пропуск в Пімліко                    | 1949 | Генрі Корнеліус                  | Passport to Pimlico                                                                         | Режисер із ПАР                                            |
| 64  | Рештки дня                           | 1993 | Джеймс Айворі                    | The Remains of the Day                                                                      | Американський режисер                                     |
| 65  | Неділя, проклята неділя              | 1971 | Джон Шлезінгер                   | Sunday Bloody Sunday                                                                        |                                                           |
| 66  | Діти дороги                          | 1970 | Лайонел Джеффріс                 | The Railway Children                                                                        |                                                           |
| 67  | Мона Ліза                            | 1986 | Ніл Джордан                      | Mona Lisa                                                                                   | Ірландський режисер                                       |
| 68  | Підривники                           | 1955 | Майкл Андерсон                   | The Dam Busters                                                                             |                                                           |
| 69  | Гамлет                               | 1948 | Лоуренс Олів'є                   | Hamlet                                                                                      |                                                           |
| 70  | Голдфінгер                           | 1964 | Гай Гемілтон                     | Goldfinger                                                                                  |                                                           |
| 71  | Єлизавета                            | 1998 | Шекхар Капур                     | Elizabeth                                                                                   | Режисер із Індії                                          |
| 72  | До побачення, містер Чіпс            | 1939 | Сем Вуд                          | Goodbye, Mr. Chips                                                                          | Американський режисер                                     |
| 73  | Кімната з видом                      | 1985 | Джеймс Айворі                    | A Room with a View                                                                          | Американський режисер                                     |
| 74  | День Шакала                          | 1973 | Фред Циннеманн                   | The Day of the Jackal                                                                       | Режисер з Австрії                                         |
| 75  | Жорстоке море                        | 1952 | Чарлз Френд                      | The Cruel Sea                                                                               |                                                           |
| 76  | Біллі-брехун                         | 1963 | Джон Шлезінгер                   | Billy Liar                                                                                  |                                                           |
| 77  | Олівер!                              | 1968 | Керол Рід                        | Oliver!                                                                                     |                                                           |
| 78  | Той, що підглядає                    | 1960 | Майкл Пауелл                     | Peeping Tom                                                                                 |                                                           |
| 79  | Далеко від натовпу, що збожеволів    | 1967 | Джон Шлезінгер                   | Far from the Madding Crowd                                                                  |                                                           |
| 80  | Контракт рисувальника                | 1982 | Пітер Гріневей                   | The Draughtsman's Contract                                                                  |                                                           |
| 81  | Механічний апельсин                  | 1971 | Стенлі Кубрик                    | A Clockwork Orange                                                                          | Американський режисер                                     |
| 82  | Далекі голоси, застиглі життя        | 1988 | Теренс Девіс                     | Distant Voices, Still Lives                                                                 |                                                           |
| 83  | Дорога́                               | 1965 | Джон Шлезінгер                   | Darling                                                                                     |                                                           |
| 84  | Виховання Рити                       | 1983 | Льюіс Гілберт                    | Educating Rita                                                                              |                                                           |
| 85  | Справа — труба                       | 1996 | Марк Герман                      | Brassed Off                                                                                 |                                                           |
| 86  | Женев'єва                            | 1953 | Генрі Корнеліус                  | Genevieve                                                                                   | Режисер із ПАР                                            |
| 87  | Закохані жінки                       | 1969 | Кен Расселл                      | Women in Love                                                                               |                                                           |
| 88  | Вечір важкого дня                    | 1964 | Річард Лестер                    | A Hard Day's Night                                                                          | Режисер із США                                            |
| 89  | І почались пожари                    | 1943 | Гамфрі Дженнінгс                 | Fires Were Started                                                                          |                                                           |
| 90  | Надія і слава                        | 1987 | Джон Бурмен                      | Hope and Glory                                                                              |                                                           |
| 91  | Мене звати Джо                       | 1998 | Кен Лоуч                         | My Name Is Joe                                                                              |                                                           |
| 92  | В якому ми служимо                   | 1942 | Девід Лін                        | In Which We Serve                                                                           |                                                           |
| 93  | Караваджо                            | 1986 | Дерек Джармен                    | Caravaggio                                                                                  |                                                           |
| 94  | Красуні з Сент-Трініанс              | 1954 | Френк Лондер                     | The Belles of St. Trinian's                                                                 |                                                           |
| 95  | Солодощі життя                       | 1990 | Майк Лі                          | Life Is Sweet                                                                               |                                                           |
| 96  | Плетена людина                       | 1973 | Робін Гарді                      | The Wicker Man                                                                              |                                                           |
| 97  | Не ковтати                           | 1997 | Гері Олдмен                      | Nil by Mouth                                                                                |                                                           |
| 98  | Маленькі личка                       | 1995 | Гілліс Маккіннон                 | Small Faces                                                                                 |                                                           |
| 99  | Так тримати, вгору по Гайбері!       | 1968 | Джеральд Томас                   | Carry On… Up the Khyber                                                                     |                                                           |
| 100 | Поля смерті                          | 1984 | Ролан Жоффе                      | The Killing Fields                                                                          |                                                           |

## Статистика
- Шосте десятиліття двадцятого сторіччя було найпопулярнішим, за цей час вийшло 26 фільмів. З 1963 року по 1971 рік виходило по чотири фільми щороку. Найстарший фільм — «39 сходинок», — вийшов у 1935 році, разом з двома фільмами того ж десятиліття.
- Найпопулярнішим режисером став Девід Лін, з його сімома фільмами у списку. Майкл Пауелл і Емерик Прессбургер («The Archers») та Джон Шлезінгер мають по 4 фільми у списку; Александер Маккендрик та Тоні Річардсон мають по 3 фільми. Сім фільмів випустила компанія Ealing Studios.
- Найпопулярнішим актором став Алек Гіннесс, який знявся у 9 фільмах, хоча три його ролі були другорядними. Майкл Кейн — найпопулярніший актор із тих, хто досі живий; він знявся у семи фільмах.
- Джулі Крісті стала найпопулярнішою акторкою, вона знялась у шести фільмах зі списку.